# Sardin
Sardin (tiếng Ả Rập: سردين) là một ngôi làng Syria nằm ở Qurqania Nahiyah ở huyện Harem, Idlib. Theo Cục Thống kê Trung ương Syria (CBS), Sardin có dân số 517 trong cuộc điều tra dân số năm 2004.